# Marko Albert
Marko Albert (* 25. Juni 1979 in Tallinn) ist ein ehemaliger Triathlet aus Estland. Er ist zweifacher Olympiastarter (2004, 2008) und Ironman-Sieger (2014).

## Werdegang
Marko Albert war als Schwimmer aktiv und er wechselte 1997 zum Triathlon.
Im August 2000 startete er bei der Studenten-Weltmeisterschaft und belegte in Ungarn den 13. Rang. Bei der Triathlon-Weltmeisterschaft belegte er 2002 in der Kategorie U23 in Mexiko auf der olympischen Distanz den zehnten Rang.

### Militär-Vizeweltmeister 2003
2003 startete er in der Elite-Klasse und belegte im Juni den elften Rang bei der Europameisterschaft auf der Triathlon-Kurzdistanz (1,5 km Schwimmen, 40 km Radfahren und 10 km Laufen). Im Juli wurde er Militär-Vizeweltmeister und er konnte diesen Erfolg 2005 nochmals wiederholen.
Bei den Olympischen Sommerspielen startete er 2004 in Athen und belegte den 21. Rang. Seit 2006 ist er mit seiner Frau Kai verheiratet. 2008 startete er ein zweites Mal bei den Olympischen Sommerspielen und belegte als einziger Este in Peking den 41. Rang.

### Nationaler Meister Duathlon 2013
2013 wurde er Nationaler Duathlon-Meister auf der Kurzdistanz.
Seit 2014 ist er auf der Langdistanz aktiv und im März gewann er den Ironman New Zealand (3,8 km Schwimmen, 180 km Radfahren und 42,2 km Laufen). Beim Ironman Hawaii (Ironman World Championships) belegte er im Oktober 2017 den 25. Rang.
Im Juli 2018 wurde der damals 39-Jährige in Dänemark Dritter bei der Weltmeisterschaft auf der ITU-Langdistanz. Marko Albert wurde trainiert von Jüri Käen.
Seit 2018 tritt Marko Albert nicht mehr international in Erscheinung.

## Sportliche Erfolge
| Datum/Jahr    | Rang | Wettbewerb                                    | Austragungsort | Zeit       | Bemerkung                                                                                            |
| ------------- | ---- | --------------------------------------------- | -------------- | ---------- | --- |
| 26. Aug. 2018 | 4    | Trans Vorarlberg Triathlon                    | Bregenz        | 03:56:43,6 | |
| 10. Okt. 2012 | 1    | EST Triathlon National Championships          | Estland        |            | Staatsmeister auf der Kurzdistanz                                                                    |
| 15. Juli 2012 | 1    | Ironman 70.3 Racine                           | Racine         |            | |
| 17. Okt. 2010 | 2    | Ironman 70.3 Austin                           | Austin         |            | [ 1 ]                                                                                                |
| 19. Aug. 2008 | 41   | Olympische Sommerspiele 2008                  | Peking         | 01:54:13   | |
| 12. Juni 2008 | 7    | CISM Militär-Weltmeisterschaft Triathlon      | Otepää         | 01:51:04   | |
| 10. Juli 2006 | 3    | CISM Militär-Weltmeisterschaft Triathlon      | Satenas        | 01:51:42   | |
| 26. Juni 2005 | 2    | CISM Militär-Weltmeisterschaft Triathlon      | Ventura        |            | Militär-Vizeweltmeister                                                                              |
| 25. Aug. 2004 | 21   | Olympische Sommerspiele 2004                  | Athen          |            | |
| 8. Juni 2004  | 3    | CISM Militär-Weltmeisterschaft Triathlon      | Belfort        |            | |
| 30. Juli 2003 | 2    | CISM Militär-Weltmeisterschaft Triathlon      | Dronten        | 01:46:45   | Militär-Vizeweltmeister                                                                              |
| 21. Juni 2003 | 11   | ETU Triathlon European Championships          | Karlsbad       | 01:57:31   | Europameisterschaft über die olympische Distanz (1,5 km Schwimmen, 40 km Radfahren und 10 km Laufen) |
| 9. Nov. 2002  | 10   | ITU Triathlon World Championship U23 Men      | Cancún         | 01:54:08   | Weltmeisterschaft in der Kategorie U23                                                               |
| 5. Aug. 2000  | 13   | FISU World University Triathlon Championships | Tiszaujvaros   | 01:51:59   | Studenten-Weltmeisterschaft                                                                          |

| Datum/Jahr    | Rang | Wettbewerb                                      | Austragungsort    | Zeit     | Bemerkung                                       |
| ------------- | ---- | ----------------------------------------------- | ----------------- | -------- | ----------------------------------------------- |
| 4. Aug. 2018  | 3    | Ironman Tallinn                                 | Tallinn           | 08:07:11 |                                                 |
| 14. Juli 2018 | 3    | ITU Long Distance Triathlon World Championships | Fyn               | 05:22:27 | Weltmeisterschaft auf der Triathlon-Langdistanz |
| 14. Okt. 2017 | 25   | Ironman Hawaii                                  | Hawaii            | 08:41:28 | Ironman World Championships                     |
| 9. Juli 2017  | 7    | Ironman Germany                                 | Frankfurt am Main | 08:04:08 | Ironman European Championships                  |
| 10. Apr. 2016 | 3    | Ironman South Africa                            | Port Elizabeth    | 08:18:52 |                                                 |
| 1. März 2014  | 1    | Ironman New Zealand                             | Taupō             | 08:17:33 | Ironman-Sieg in Neuseeland                      |
| 25. März 2012 | 9    | Ironman Melbourne                               | Melbourne         | 08:18:04 |                                                 |

| Datum/Jahr    | Rang | Wettbewerb                          | Austragungsort | Zeit     | Bemerkung                   |
| ------------- | ---- | ----------------------------------- | -------------- | -------- | --------------------------- |
| 31. Aug. 2013 | 1    | EST Duathlon National Championships | Kiili          | 02:07:47 | Nationaler Duathlon-Meister |

(DNF – Did Not Finish)